# اچ‌ام‌اس لارک (۱۸۸۰)
اچ‌ام‌اس لارک (۱۸۸۰) (به انگلیسی: HMS Lark (1880)) یک کشتی بود. این کشتی در سال ۱۸۸۰ ساخته شد.